# Tratado de París de 1900
El Tratado de París, publicado en la Gaceta española el 30 de marzo de 1901 con el título de Convenio entre España y Francia para la delimitación de las posesiones de ambos países en la costa del Sahara y en la del Golfo de Guinea, fue firmado el 27 de junio de 1900 entre el Reino de España (bajo el gobierno de la regente Reina María Cristina de Habsburgo-Lorena) y la Tercera República Francesa (presidida por Émile Loubet), actuando como representantes de los respectivos gobiernos Fernando León y Castillo, embajador español en Francia y Théophile Delcassé, Diputado y Ministro de Negocios Extranjeros francés.
El tratado delimitó las fronteras de los territorios españoles en el desierto del Sáhara (Sahara Español) y el África ecuatorial (Guinea Española) respecto de las colonias francesas colindantes.

## Antecedentes

### Río de Oro (Sahara Español)
El interés español por el Sahara Occidental fue fruto de las actividades pesqueras llevadas a cabo desde las cercanas islas Canarias. En 1881 un pontón fue fondeado en la costa de la península de Río de Oro para apoyar las tareas de la flota pesquera canaria.
Sin embargo, no fue hasta 1884 cuando se fundó Villa Cisneros. Ese año, en una operación promovida por la Sociedad Española de Africanistas y financiada por el gobierno de Cánovas del Castillo, el militar y arabista español Emilio Bonelli reconoció la costa entre cabo Bojador y cabo Blanco, fundando tres establecimientos en la costa saharaui: uno en Villa Cisneros, en honor al cardenal Cisneros; otro en cabo Blanco, al que dio el nombre de Medina Gatell; y otro en Angra de Cintra, con el nombre de Puerto Badía (en honor del arabista y aventurero Domingo Badía). 
Con el inicio de la presencia española en la zona del Sáhara nacerá la colonia española conocida como Sahara Español (1884-1976), que tendrá dos subdivisiones: el norte se denominará Saguía el Hamra y el sur Río de Oro.
Bonelli consiguió que los habitantes nativos de la península de Río de Oro firmaran un acuerdo mediante el cual se ponían bajo la protección de España. Gracias a la presencia de los tres puestos, en diciembre de ese año, el gobierno español ponía en comunicación de las potencias reunidas en la conferencia de Berlín (1884-1885), que se adjudicaba la posesión del territorio situado entre los cabos Bojador y Blanco. Sin embargo, tanto Medina Gatell como Puerto Badia fueron abandonados poco tiempo después, permaneciendo solo Villa Cisneros como establecimiento permanente. 
Durante mucho tiempo, Villa Cisneros constituyó la única presencia española en el territorio saharaui. No fue hasta la segunda década del siglo XX que la presencia española se amplió. Posteriormente hasta 1958 se conocería como África Occidental Española y hasta 1975 como la provincia del Sahara.

### Río Muni (Guinea Española)
El explorador portugués Fernando Poo es considerado el primer europeo en pisar la isla de Bioko en 1472 y, aunque la llamó Formosa, acabó siendo conocida por su nombre. Portugal mantuvo su control hasta 1777 cuando las islas y los derechos de comercio fueron cedidos a España por el tratado de San Ildefonso de 1777, y por el tratado de El Pardo de 1778 entre la reina María I de Portugal y el rey Carlos III de España.
España tenía la intención de iniciar operaciones de comercio de esclavos en el continente. Entre 1778 y 1810, el territorio de Guinea Ecuatorial fue administrado por el Virreinato del Río de la Plata, con sede en Buenos Aires mediante la Gobernación de Fernando Poo y Annobón.
De 1827 a 1843, el Reino Unido tuvo una base en Bioko para suprimir la trata transatlántica de esclavos, que luego se trasladó a Sierra Leona tras un acuerdo con España en 1843. En 1843, al restaurarse la soberanía española tras la llegada de Juan José Lerena, se la conoció como los "Territorios Españoles del Golfo de Guinea". Aunque hubo expediciones aisladas como la de Manuel Iradier, el gobierno español no había ocupado permanentemente la gran área en la Bahía de Biafra a la que tenía derechos de tratado, y los franceses habían estado expandiendo su ocupación a expensas del área reclamada por España. 
Desde el año 1885 las villas de la costa continental ecuatoguineana en torno al Cabo San Juan y la desembocadura del río Muni firmaron tratados con exploradores españoles y pasaron a estar bajo protectorado del gobierno español. El Tratado de París de 1900 dejó a España con el enclave continental de Río Muni, apenas 26 000 km² de los 300 000 que se extienden hacia el este hasta el río Ubangi, que los españoles habían reclamado inicialmente. Entre 1959 y 1968 la zona continental se convirtió en la provincia de Río Muni.

## Términos del tratado

Evolución de las posesiones y reclamaciones españolas en el Golfo de Guinea (1778-1968).

Mapa de Muni: Guinea Continental Española, año 1903.

Mapa de 1914 donde se muestra el reparto de África, realizado por las potencias europeas colonizadoras, acelerado tras la Conferencia de Berlín de 1885. En este mapa Rio Muni se encuentra totalmente rodeada por la colonia alemana de Kamerun porque los franceses cedieron parte del territorio de su colonia de África Ecuatorial Francesa en 1911 como solución a la crisis de Agadir, lo que se llamó Neukamerun.

Las negociaciones no fueron especialmente duras y se llegó a un acuerdo pocos meses después de haberse iniciado. Esto sucedió porque que ambos países se encontraban en situaciones diferentes: Francia estaba estableciendo el Imperio colonial francés principalmente por África expandiéndose en múltiples zonas y rearmándose tras la derrota de 1871 contra el Imperio Alemán por si estallaba una nueva guerra (que finalmente sucedió en 1914). Por contra, España acababa de ser derrotada en 1898 por los Estados Unidos, acabó vendiendo a los alemanes algunas posesiones restantes en 1899 (ambos hechos habían significado el fin del Imperio Español en América y el Pacífico) y apenas tenía recursos para intentar nuevas aventuras coloniales en África, un reparto además al que llegaba tarde en comparación con otras potencias colonizadoras europeas.
En 1891 se firmó un convenio entre Francia y España en las zonas en litigio para mantener el statu quo que los franceses infringieron constantemente durante los años 1890 debido a que España tenía muy poca presencia allí (por estar centrada en sus problemas en Cuba y Filipinas), y sin embargo la presencia francesa no paraba de incrementarse y expandirse. Cuando se reanudaron las conversaciones entre los dos países a principios del año 1900 la posición española se había debilitado aún más y la francesa fortalecido respecto a la década anterior.
El negociador por parte francesa fue Théophile Delcassé y por parte española Fernando León y Castillo. Delcassé y sus asesores sabían que la posición española era muy vulnerable. Las negociaciones de los límites de Río de Oro (sur del Sahara español) respecto a las colonias francesas vecinas no supusieron problemas ya que Francia reconocía a España un amplio sector de la costa. Aun así, debido a errores españoles cometidos los años anteriores por desidia y olvido los franceses adquirieron Iyil, bahía del Galgo y Adrar T'mar (hoy en día son parte de Mauritania). El límite sur del Sahara español sería el paralelo 21°20′. El límite en el este quedaba delimitado en el artículo 1 del convenio.
Distinto fue el caso de Guinea, donde las negociaciones territoriales fueron más difíciles. El 18 de mayo de 1900 se elaboró un acuerdo provisional por el cual la parte continental española del Golfo de Guinea abarcaría las costas entre el sur de la desembocadura del río Campo y la del norte de los ríos Muni y Utamboni y profundizando por el continente africano hacia el este hasta el límite del meridiano 11°20′ (meridiano 9° Este de París). El artículo 4 del convenio fijaba los límites acordados. Además Francia renunciaba a cualquier indemnización por los faros, instalaciones militares y civiles que poseía en las zonas que pasaban a estar bajo dominio español, un extremo que gustó mucho al gobierno español por la penuria económica que atravesaba en esos momentos. Se reservaba un derecho de preferencia a Francia para ocupar los territorios españoles si España decidiera abandonar sus posesiones en el Sahara o Guinea.
El tratado se acabó firmando en el Muelle de Orsay (París) el 27 de junio del año 1900. El tratado tenía 10 artículos, 3 anexos y una declaración final. En general el gobierno español acogió el acuerdo con satisfacción –a pesar de solo recibía un exiguo territorio de 26 000 km² de los 300 000 que había reclamado históricamente– y lo mismo con la ciudadanía, que estaba cansada de aventuras coloniales y fracasos diplomáticos. Los periódicos españoles de la época no trataron mucho el tema. En los círculos colonialistas españoles el tratado fue recibido con diferentes opiniones.
Para Francia, este tratado junto con otros acuerdos diplomáticos y otras conquistas realizadas habían convertido a ese país en "dueño" de casi toda África Occidental y con una presencia importante en África Central. Parte del gobierno francés y de los círculos colonialistas franceses consideraba que se había dado mucho a España dada la disparidad de fuerzas existentes entre ambos países. Consideraban directamente que a España no se la debía de entregar nada de territorio continental guineano o como mucho dejarla confinada en los alrededores de Cabo San Juan. Francia no veía con malos ojos que una España "débil" ocupara territorios en África si eso evitaba que los ocupara el Imperio Británico o el Imperio Alemán, verdaderos rivales del imperio francés. Además Francia esperaba un hipotético reparto de Marruecos –que acabó sucediendo pocos años después– y no quería tener de adversario añadido a España teniendo en cuenta que otros países –Alemania, Reino Unido e Italia– en principio no iban a ser favorables a las demandas francesas (ver también Convenio hispano-francés de 1904 sobre Marruecos, precursor del Tratado de Fez de 1912).
Théophile Delcassé fue condecorado por el gobierno español con la Orden de Carlos III el 9 de julio de 1900, mientras que Fernando León y Castillo había sido condecorado por el gobierno francés con la Legión de Honor en 1890.
En 1901 el gobierno español envió una misión a la Guinea continental para cartografiar el territorio y conocer los límites exactos con las colonias francesas colindantes. La presidencia de esa comisión fue encargada a Pedro Jover y Tovar, quien consideró una humillación el escaso territorio recibido y, en medio de una depresión provocada por neurastenia diagnosticada, sintiéndose mal por haber cooperado en este acuerdo se suicidó en el viaje de vuelta a España el 21 de octubre de 1901.
Durante el siglo XIX la colonización española fue precaria y estuvo en régimen de interinidad. Tras la firma de este acuerdo la colonización española cambió, el motor de la colonización española ya no sería el gobierno sino que sería la iniciativa privada.
Finalmente, el Real Decreto de 12 de julio de 1904 estableció:

Artículo 1.° Las islas de Fernando Poo, Annobón, Corisco, Elobey Grande y Elobey Chico y el territorio continental de Guinea, cuya soberanía quedó reconocida a España por el Tratado con Francia de 27 de Junio de 1900, constituirán, para los efectos de su gobierno y administración, una sola entidad legal, denominada oficialmente «Territorios españoles del Golfo de Guinea», y dividida en cuatro distritos, á saber: Fernando Poo, Bata, Elobey y Annobón.